# 庞加莱-勒隆方程
庞加莱-勒隆方程 (英文：Poincaré–Lelong equation)，该方程由皮埃尔·勒隆于1964年研究。在数学上，该方程是一个偏微分方程。
{\displaystyle i\partial {\overline {\partial }}u=\rho }
在凯勒流形中，ρ是正(1,1)-形式。